# Estero Alhué
El estero Alhué es un curso natural de agua que nace en la zona central de la Región Metropolitana de Santiago y fluye hacia el suroeste, cruza a la Región de O'Higgins para desembocar en el embalse Rapel, que es el río Rapel en ese punto. El Alhué es, dejando de lado los formativos río Cachapoal y río Tinguiririca, el único afluente de importancia del río Rapel.

## Trayecto
El estero Alhué tiene su origen en el cerro Cantillana (2281 m), uno de los más sobresalientes cerros de la cordillera de la Costa, ubicado al sur de la laguna de Aculeo. El estero Membrillo drena las aguas de las faldas orientales de cerro y el estero Picha reúne los escurrimientos de su lado poniente. Seguidamente se reúnen en el poblado Alhué que le da su nombre al estero. A partir de allí el estero lleva una dirección general oeste hasta su desembocadura en el embalse Rapel, que ocurre por el norte. El Alhué solo tiene un desarrollo de 42 km, pero con la del estero El membrillo alcanza a 62 km.: 359–360 

## Caudal y régimen
El estero Alhué tiene una estación fluviométrica ubicada Estero Alhué en Quilamuta, a 130 m s. n. m., aguas abajo de la confluencia del estero Carén (Alhué).
La subcuenca del estero Alhué abarca el área drenada por el estero Alhué. Esta hoya posee un régimen de caudales puramente pluvial, con sus crecidas entre junio y agosto, producto de lluvias de invierno. Desde noviembre a abril se presentan caudales bastante bajos, sin embargo el período de estiaje se da estrictamente en el trimestre febrero-abril, debido al uso agrícola existente en la zona, que implica el aprovechamiento intensivo de agua para el riego.: 71 

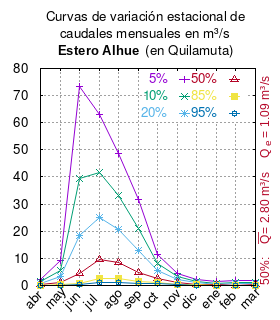
Curvas de variación estacional del estero Alhué en Quilamuta.

El caudal del río (en un lugar fijo) varía en el tiempo, por lo que existen varias formas de representarlo. Una de ellas son las curvas de variación estacional que, tras largos periodos de mediciones, predicen estadísticamente el caudal mínimo que lleva el río con una probabilidad dada, llamada probabilidad de excedencia. La curva de color rojo ocre (con {\displaystyle {\color {Red}\vartriangle }}) muestra los caudales mensuales con probabilidad de excedencia de un 50%. Esto quiere decir que ese mes se han medido igual cantidad de caudales mayores que caudales menores a esa cantidad. Eso es la mediana (estadística), que se denota Qe, de la serie de caudales de ese mes. La media (estadística) es el promedio matemático de los caudales de ese mes y se denota {\displaystyle {\overline {Q}}}. 
Una vez calculados para cada mes, ambos valores son calculados para todo el año y pueden ser leídos en la columna vertical al lado derecho del diagrama. El significado de la probabilidad de excedencia del 5% es que, estadísticamente, el caudal es mayor solo una vez cada 20 años, el de 10% una vez cada 10 años, el de 20% una vez cada 5 años, el de 85% quince veces cada 16 años y la de 95% diecisiete veces cada 18 años. Dicho de otra forma, el 5% es el caudal de años extremadamente lluviosos, el 95% es el caudal de años extremadamente secos. De la estación de las crecidas puede deducirse si el caudal depende de las lluvias (mayo-julio) o del derretimiento de las nieves (septiembre-enero).

## Historia
Sobre la cadena de montañas que da origen al estero, Francisco Solano Asta-Buruaga y Cienfuegos escribió en 1899 en su obra póstuma Diccionario Geográfico de la República de Chile:
Alhué (Sierra de).—Sección del sur de la cadena de cerros que se levantan próximos al NO. de la ciudad de Rancagua y rodea por el O. la laguna de Aculeo. Es escarpada, roqueña y árida en su cima, cuyo punto más alto alcanza á 2,238 metros sobre el nivel del Pacífico: en invierno permanece cubierta de nieve. Da nacimiento á un riachuelo de su mismo nombre (de allue, equivalente á diablo, ánima, muerte), el cual baja por el declive occidental y, después de correr por unos 75 kilómetros hacia el SO., desagua en la derecha del Rapel como diez kilómetros al NO. de la aldea de Llallauquén.